# Baby Shark

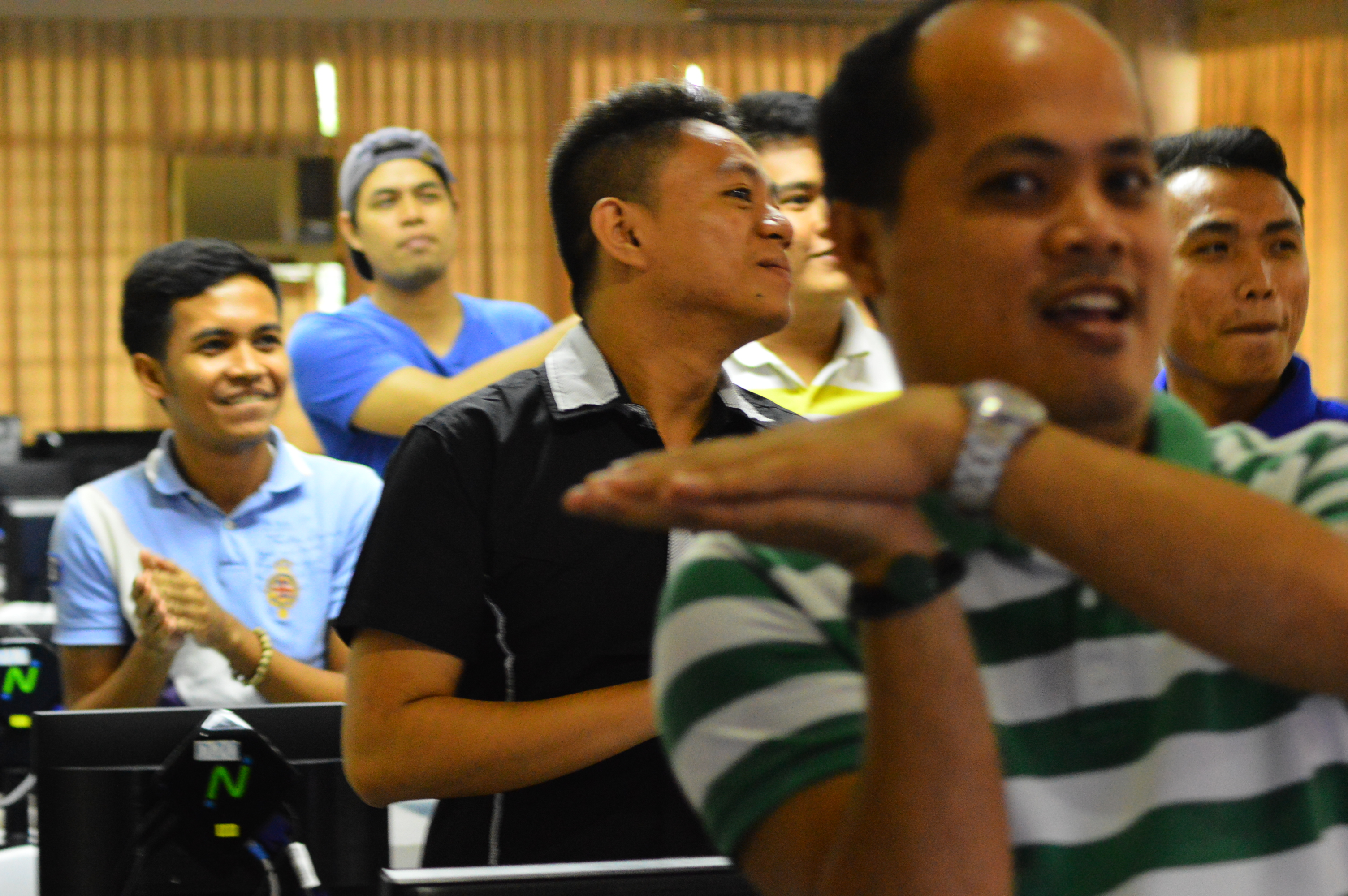
Volwassenen dansen de "Baby Shark" (2017)

Baby Shark (Nederlands: Babyhaai) is een kinder- en volksliedje uit de Verenigde Staten en Canada. Het nummer bestaat al sinds de 20e eeuw en is vele malen opnieuw geïnterpreteerd. Op internet is het liedje meermaals viral gegaan. De vertolking van Pinkfong werd de meest bekeken video op YouTube, met (begin 2022) meer dan tien miljard weergaven.

## Eerste youtubeversie
Een Duitse dansversie van Baby Shark werd in 2007 de online populaire video Kleiner Hai (2007) en gepubliceerd door Alexandra Müller, ook bekend onder haar artiestennaam Alemuel. Deze versie vertelt het verhaal van een babyhaai die opgroeit en een zwemmer opeet. De video won snel aan populariteit en EMI bood Alemuel een platencontract aan en bracht het nummer op 30 mei uit, vergezeld van discobeats. De single was een beperkt succes op de Duitse en  Oostenrijkse hitlijsten. 

## Pinkfong-versie
Op 17 juni 2016 werd een nieuwe versie gepubliceerd op het YouTube-kanaal Pinkfong van het Zuid-Koreaanse mediabedrijf SmartStudy. De video won snel aan populariteit en werd in november 2020 de meest bekeken YouTube-video met 7 miljard views. De video heeft momenteel 9,13 miljard views (sinds 12 augustus 2021).
Deze versie van het nummer werd uitgevoerd door de toen tienjarige Koreaans-Amerikaanse zangeres Hope Segoine. Het nummer begint met maten uit Antonín Dvořák's Symfonie nr. 9, die vergelijkbaar is met de muziek uit de film Jaws. Het verhaalt over een familie haaien die jaagt op een school vissen die in veiligheid vlucht. Het ging in 2017 viraal in Indonesië en verspreidde zich in de loop van het jaar naar veel andere Aziatische landen, met name in Zuidoost-Azië. 